# I.G.Y. (What a Beautiful World)

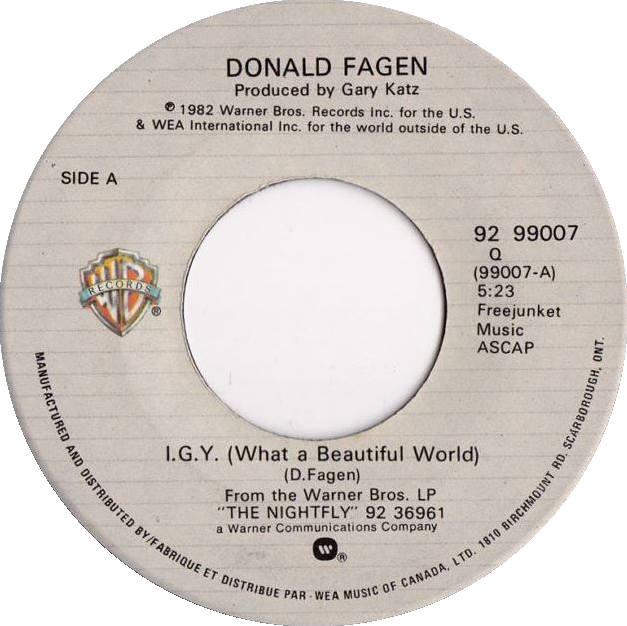
"I.G.Y. (What a Beautiful World)" by Donald Fagen; A-side label of the Canadian single release

"I. G. Y. (What a Beautiful World)" é uma canção escrita e interpretada pelo compositor, cantor e músico estadunidense Donald Fagen. Foi a primeira faixa de seu álbum de estreia solo The Nightfly (Platina), e foi lançada em setembro de 1982, como seu primeiro single. Ela posicionou-se bem nas tabelas Billboard Hot 100, Mainstream Rock, R&B de Singles e Adulto Contemporâneo.

## Título e letra
"I. G. Y." do título refere-se ao "Ano Geofísico Internacional" (International Geophysical Year) , um evento que decorreu de julho de 1957 a dezembro de 1958.:217 O I.G.Y. foi um projeto científico internacional para promoção a colaboração entre os cientistas. A letra de Fagen faz referência, do ponto de vista daquele tempo, à visão otimista dos conceitos futuristas, como cidades movidas a energia solar, um túnel transatlântico, estações espaciais permanentes, e jaquetas de elastano. Em retrospecto, a música também pode ser vista ironicamente, criticando a ingenuidade de tal otimismo pós-guerra na América e o mundo Ocidental. O "76" a que se refere a música é o ano 1976, ano do Bicentenário dos EUA.

## Desempenho das paradas de sucesso
"I. G. Y." estreou na Billboard Hot 100 em 9 de outubro de 1982, na posição 56 do ranking. Alcançou o top 40 no dia 30 de outubro e, chegou à posição máxima de 26 no dia 27 de novembro de 1982.:217 Ele também alcançou o número 8 na Billboard's Adult Contemporary, número 17 na Billboard's Mainstream Rock tracks, e o número 54 na Billboard's R&B Singles chart. Foi o único solo de Fagen a chegar ao Top 40 da tabela Billboard Hot 100. Ele foi indicado para o Prêmio Grammy de Canção do Ano em 1983, perdendo para "Always on My Mind".

## References
1. 1 2  Whitburn, Joel (2004). The Billboard Book of Top 40 Hits (8th Edition). [S.l.]: Billboard Books. ISBN 0-8230-7499-4
2. ↑  Mason, Stewart. «Song review: Donald Fagen: I.G.Y.». AllMusic. Consultado em 1 de novembro de 2010
3. ↑  Aaron, S. Victor (8 de julho de 2012). «Steely Dan Sunday: "I.G.Y." (1982)». somethingelsereviews.com. Consultado em 24 de dezembro de 2017
4. ↑  «Music: Top 100 Songs | Billboard Hot 100 Chart». Billboard.com. 27 de novembro de 1982. Consultado em 31 de outubro de 2016
5. ↑  «Donald Fagen: Billboard Singles». AllMusic. Consultado em 1 de novembro de 2010
6. ↑  Hilburn, Robert (21 de fevereiro de 1983). «Grammys could gain needed respectability by honoring Nelson». Ottawa Citizen. Consultado em 1 de novembro de 2010
7. ↑  «Johnny Christopher Grammy awards». AllMusic. Consultado em 1 de novembro de 2010